# Ajay Mitchell
Ajay Mitchell (Ans, 25 juni 2002) is een Belgisch basketballer die speelt als point guard voor de Oklahoma City Thunder in de NBA. Hij werd in 2025 NBA-kampioen.

## Carrière
Mitchell speelde in de jeugd van Union Huy, RBC Haneffe, BC Alleur, Liège Basket, AWBB Academy en Nanterre 92. Hij maakte in het seizoen 2019/20 zijn debuut in het professionele basketbal bij Limburg United waar hij in twee wedstrijden mocht mee spelen. Het seizoen erop weet hij al meer minuten te vergaren en speelde vaker.
In 2021 besloot hij zich in te schrijven bij de Amerikaanse Universiteit Universiteit van Californië - Santa Barbara waar hij collegebasketbal speelde voor de UC Santa Barbara Gauchos. In zijn eerste seizoen gooide hij meteen grote ogen, hij werd vice-topschutter en leidde aan het eind van het seizoen zijn ploeg met meerdere sterke prestaties. In 2023 wist hij samen met zijn ploeg zich te kwalificeren voor het NCAA Tournament ook wel March Madness genoemd, het was nog maar de zevende keer dat de ploeg dit kon. Ze verloren in de eerste ronde tegen de Baylor Bears. In het seizoen 2023/24 was hij goed voor gemiddeld 20 punten, 4 assists en 4 rebounds per wedstrijd, maar wisten ze zich niet te kwalificeren voor de eindfase. De Belg stelde zich daarna kandidaat voor de NBA draft.
Eind juni 2024 was de 22-jarige Mitchell tijdens de de tweede ronde van de NBA draft de 38e keuze van de New York Knicks, maar werd meteen geruild voor de Amerikaanse forward Oso Ighodaro (plus een geldsom) naar de Oklahoma City Thunder. Bij de Thunder tekende hij een two-way contract waardoor hij in zowel de NBA als bij Oklahoma City Blue in de NBA G League kon uitkomen. Hij speelde in de zomer van 2024 ook in de NBA Summer League. Mitchell maakte op 24 oktober 2024 zijn debuut in de NBA tijdens de seizoensopener van de Oklahoma City Thunder tegen de Denver Nuggets. Hij kreeg in elke wedstrijd speelgelegenheid maar op 3 januari 2025 liep de point guard een teenblessure op tijdens een wedstrijd tegen de New York Knicks.  Als gevolg van deze blessure moest Mitchell aan zijn grote teen geopereerd worden waardoor hij enkele maanden buiten strijd zou zijn.
Mitchell tekende in februari 2025 een contract voor twee seizoenen bij de Thunder. De point guard maakte net voor het einde van reguliere seizoen zijn rentree zodat hij ook klaar was om te speken in de NBA Playoffs. In de playoffs was Mitchell met Oklahoma achtereenvolgens te sterk voor de Memphis Grizzlies en de Denver Nuggets. In de finale van de Western conference was Oklahoma City Thunder met 4-1 te sterk voor de Minnesota Timberwolves en bereikte Mitchell en het team de NBA Finale tegen de Indiana Pacers. Hij was hiermee, na Didier Ilunga Mbenga, de tweede Belg die mocht aantreden in de finale van de NBA. Op 23 juni won de point guard met zijn club de NBA-titel na vier overwinningen in zeven wedstrijden. Mitchell kreeg in totaal bijna 20 minuten speelgelegenheid. Op 7 juli werd de Belg voor zijn rookie-seizoen beloond met een nieuw meerjarig contract bij de Oklahoma City Thunder.
Mitchell speelde in de zomer van 2025 opnieuw in de NBA Summer League voor de Oklahoma City Thunder.

### Nationale ploeg
In de zomer van 2019 speelde Mitchell met de Belgische U18 Lions persoonlijk een goed EK met het hoogste aantal punten en assists in de ploeg. In het voorjaar van 2021 veroverde hij op 18-jarige leeftijd zijn eerste cap bij de Belgian Lions.

## Privéleven
Hij is de zoon van een Belgische moeder en Amerikaans voormalig profbasketballer Barry Mitchell, die van 1994 tot 2002 bij Belgische profclubs speelde en nadien in België bleef wonen.

## Erelijst
- NBA-kampioen: 2025

## Statistieken
| Legenda | Legenda                | Legenda | Legenda                 | Legenda | Legenda               |
| ------- | ---------------------- | ------- | ----------------------- | ------- | --------------------- |
| WG      | Wedstrijden gespeeld   | WS      | Wedstrijden als starter | MPW     | Minuten per wedstrijd |
| FG%     | Fieldgoal-percentage   | 3P%     | Drie-punterpercentage   | VW%     | Vrije-worppercentage  |
| RPW     | Rebounds per wedstrijd | APW     | Assists per wedstrijd   | SPW     | Steals per wedstrijd  |
| BPW     | Blocks per wedstrijd   | PPW     | Punten per wedstrijd    | Vet     | Hoogste in carrière   |

### Regulier seizoen
| Seizoen  | Team                  | WG | WS | MPW  | FG%  | 3P%  | FW%  | RPW | APW | SPW | BPW | PPW |
| -------- | --------------------- | -- | -- | ---- | ---- | ---- | ---- | --- | --- | --- | --- | --- |
| 2024/25  | Oklahoma City Thunder | 36 | 1  | 16,6 | 49,5 | 38,3 | 82,9 | 1,9 | 1,8 | 0,7 | 0,1 | 6,5 |
| Carrière | Carrière              | 36 | 1  | 16,6 | 49,5 | 38,3 | 82,9 | 1,9 | 1,8 | 0,7 | 0,1 | 6,5 |

### Playoffs
| Seizoen  | Team                  | WG | WS | MPW | FG%  | 3P%  | FW%  | RPW | APW | SPW | BPW | PPW |
| -------- | --------------------- | -- | -- | --- | ---- | ---- | ---- | --- | --- | --- | --- | --- |
| 2024/25  | Oklahoma City Thunder | 12 | 0  | 7,0 | 45,7 | 38,5 | 80,0 | 0,8 | 0,8 | 0,2 | 0   | 3,4 |
| Carrière | Carrière              | 12 | 0  | 7,0 | 45,7 | 38,5 | 80,0 | 0,8 | 0,8 | 0,2 | 0   | 3,4 |

2 Gilgeous-Alexander · 
3 Jones · 
5 Dort · 
6 Jay. Williams · 
7 Holmgren · 
8 Jal. Williams · 
9 Caruso · 
11 Joe · 
13 Dieng · 
14 Flagler · 
15 Carlson · 
21 Wiggins · 
22 Wallace · 
25 Mitchell · 
34 K. Williams · 
55 Hartenstein · 
88 Ducas · 
Coach Daigneault